# Toma Năstase
Toma Năstase (n. 1932 - d. 1997) a fost un deputat român în legislatura 1996-2000, ales în județul Botoșani pe listele partidului PRM. După decesul său, Toma Năstase a fost înlocuit de deputatul Ștefan Baban. Toma Năstase a fost membru în grupurile parlamentare de prietenie cu Regatul Maroc și cu Regatul Belgiei.